# Trolleybus de Poitiers
Le trolleybus de Poitiers a fonctionné dans la ville de Poitiers durant une trentaine d'années. Le trolleybus est mis en service en août 1943, en remplacement de l'ancien réseau du tramway de Poitiers et fonctionnera jusqu'en mars 1965. 
Dès 1938, la construction d'un réseau de trolleybus est décidée avec un début d’exploitation en 1940. Elle est  retardée par la Seconde Guerre mondiale. Le N° 21 ne pourra inaugurer la ligne de la Gare que le 9 août 1943 assisté par deux CB 40. La construction des lignes pour les trolleybus n'ayant pu être menée à bien pour cause de pénurie de matériel en 1940, le CS 35 N° 21 fut remisé jusqu'au jour de la mise en service de la ligne puis il se trouva réquisitionné en automne 1943 par les Allemands qui l'envoyèrent rouler pour leur compte à Siegen. Le début de l'année 1946 marque son retour à Poitiers .

## Histoire
- 1940 : pose des lignes électriques et réception du trolleybus Vétra CS 35 (prototype à gabarit étroit de 2,15 m de large, construit en 1939 sur plans Vétra et partie mécanique Renault -SCEMIA à Limoges dans les ateliers de la Compagnie des Tramways Électriques de Limoges) CTEL)
- 9 août 1943 : ouverture d'une première ligne, entre la Gare et la Place d'Armes avec le CS 35  2 CB 40. Trois autres CB 40 seront loués au réseau de Saint-Étienne (CFVE).
- 1948 : ouverture d'une deuxième ligne.
- 8 mars 1964 : fermeture de la ligne 2, Hôtel de Ville -Gare
- 4 mars 1965 : fermeture du réseau (ligne 1, Trois-Bourdons - Pierre-Levée)

## Lignes
- Gare - Place d'Armes
- Trois-Bourdons - Pierre Levée

## Matériel roulant

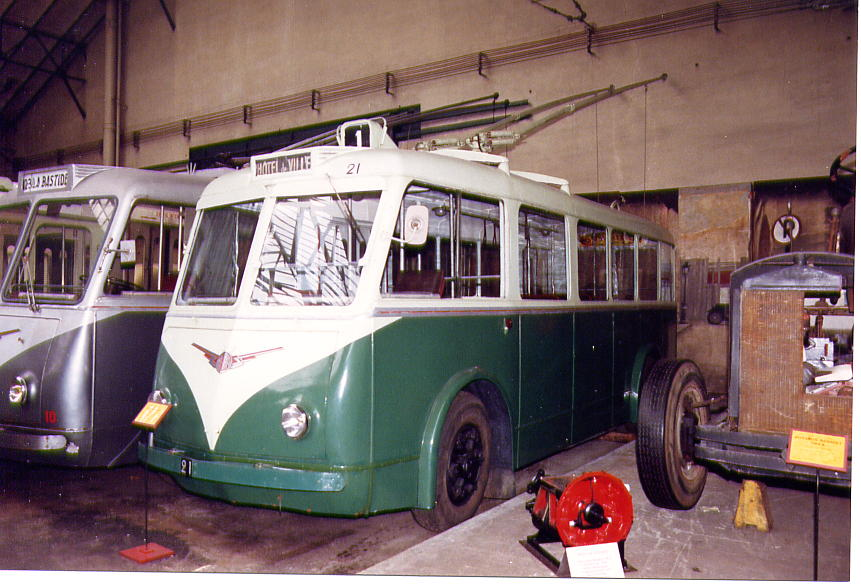

À son apogée, le parc comprend 12 trolleys, fournies par le constructeur Vétra : modèles CS 35, CB 40, VDB et CS 48. Le CS 35 N° 21 a été donné au musée de l'AMTUIR le 28 janvier 1969 par la Compagnie des Tramways de Poitiers (CTP).

## Annexe